# Adamo di Perseigne
Adamo di Perseigne (... – 1221) è stato un abate francese.
Inizialmente canonico regolare, divenne quindi benedettino a Marmoutier. Entrò infine nell'ordine cistercense, che lo dispensò dal noviziato.
Eletto poco dopo abate di Perseigne, nella diocesi di Le Mans, viaggiò in Italia. Papa Innocenzo III gli affidò vari incarichi; intorno al 1195 incontrò a Roma Gioacchino da Fiore, e ne confutò le tesi.
Di ritorno in Francia ebbe un ruolo attivo nella predicazione della quarta crociata affiancandosi all'azione di Folco di Neuilly.
Predicatore di gran fama tra i contemporanei, guida spirituale per alcuni esponenti dell'aristocrazia (Maria di Francia, figlia di Luigi VII ne avrebbe richiesto la presenza sul letto di morte), ha lasciato un epistolario di 28 lettere, interessante per la ricostruzione del periodo e della storia dell'Ordine cistercense, e alcuni sermoni di argomento mariano.